# Uliul moluștelor
Uliul moluștelor (Rostrhamus sociabilis) e o pasăre de pradă din familia Accipitridae, care cuibărește în copaci. Trăiește în Cuba și Brazilia. Multe păsări din această specie migrează în pampasul din Argentina. Preferă zonele mlăștinoase, deoarece hrana e formată din melcii de mare.